# Jawa 350/362 Californian
Jawa 350/362 Californian je motocykl, vyvinutý firmou Jawa, vyráběný v letech 1967–1973. Předchůdcem byl model Jawa 350/360 panelka, nástupcem se stal od roku typ Jawa 350/634.

## Technické parametry
- Rám: jednoduchý kolébkový svařovaný ze čtyřhranných profilů
- Suchá hmotnost: 142 kg
- Pohotovostní hmotnost: 156 kg
- Maximální rychlost: 135 km/h
- Spotřeba paliva: 4,5 l/100 km